# Methona crameri
Methona crameri är en fjärilsart som beskrevs av Aurivillius 1882. Methona crameri ingår i släktet Methona och familjen praktfjärilar. Inga underarter finns listade i Catalogue of Life.